# کورتوتل
کورتوتل (انگلیسی: Kurtutel) یک شهرک در شهرستان شارانسکی استان باشقیرستان کشور روسیه است.